# كين كلاي
كين كلاي (بالإنجليزية: Ken Clay)‏ هو لاعب كرة قاعدة أمريكي، ولد في 6 أبريل 1954 في لينشبرغ في الولايات المتحدة.

## وصلات خارجية
- كين كلاي على موقع دوري كرة القاعدة الرئيسي (الإنجليزية)
- كين كلاي على موقعبيزبول رفرنس.كوم (الدوري الرئيسي) (الإنجليزية)
- كين كلاي على موقعبيزبول رفرنس.كوم (الدوري الثانوي) (الإنجليزية)
- كين كلاي على موقع إي إس بي إن.كوم (أم.أل.بي) (الإنجليزية)
- كين كلاي على موقع مشجعي الرسوم البيانية (الإنجليزية)